# لمباركيين (أحد بوحسوسن)
لمباركيين هي إحدى مشيخات المملكة المغربية، تتبع جغرافيا لإقليم خنيفرة وإداريًا لأحد بوحسوسن. يقدر عدد سكانها بـ 10316 نسمة حسب الإحصاء الرسمي للسكان والسكنى لسنة 2004.